# デレク・ロー
- デレク・ロウ

デレク・ロバート・ロー（Derek Robert Law, 1990年9月14日 - ）は、アメリカ合衆国ペンシルベニア州ピッツバーグ出身のプロ野球選手（投手）。右投右打。MLBのワシントン・ナショナルズ所属。

## 経歴

### プロ入り前
2009年のMLBドラフト28巡目（全体844位）でテキサス・レンジャーズから指名されるも契約せず、マイアミ・デイド大学へ進学した。

### プロ入りとジャイアンツ時代

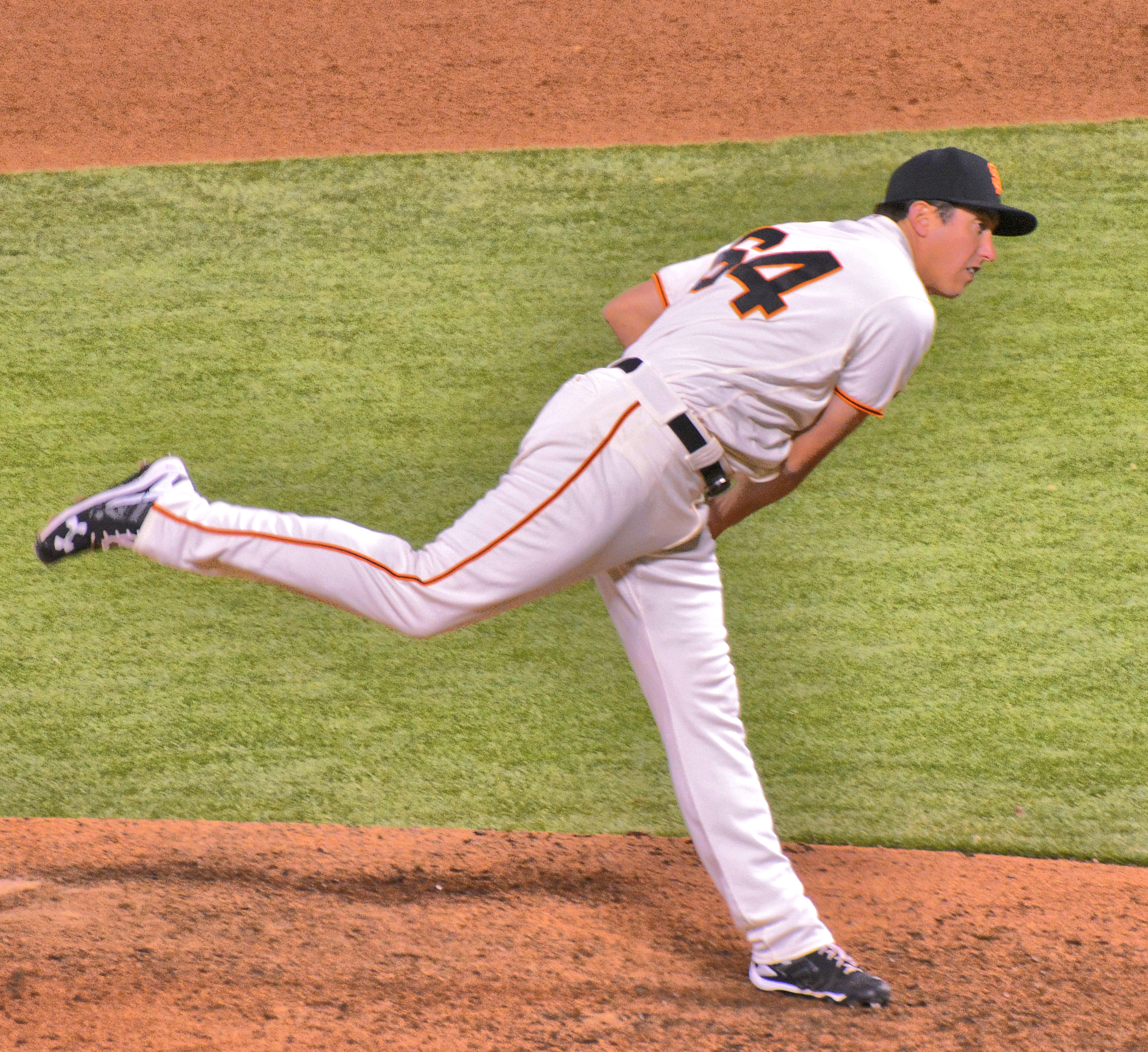
サンフランシスコ・ジャイアンツ時代
（2016年4月25日）

2011年のMLBドラフト9巡目（全体297位）でサンフランシスコ・ジャイアンツから指名され、7月12日に契約。契約後、傘下のルーキー級アリゾナリーグ・ジャイアンツで15試合に登板して防御率2.50、19奪三振を記録した。
2012年はA級オーガスタ・グリーンジャケッツで32試合に登板して5勝2敗、防御率2.91、67奪三振を記録した。
2013年はルーキー級のアリゾナリーグ・ジャイアンツとA級オーガスタ、A+級サンノゼ・ジャイアンツでプレーし、3球団合計で46試合に登板して5勝3敗、防御率2.31、102奪三振を記録した。
2014年はAA級リッチモンド・フライングスクウォーレルズで27試合に登板、2勝0敗、防御率2.57を記録したが、7月24日にトミー・ジョン手術を受け、これ以降の登板はなかった。オフの11月20日にルール・ファイブ・ドラフトでの流出を防ぐために40人枠入りした。。
2015年7月に復帰し、同年はAA級リッチモンドで28試合に登板して0勝1敗、防御率4.56、32奪三振を記録した。
2016年の開幕はAAA級サクラメント・リバーキャッツで迎えたが、4月15日に故障者リスト入りしたセルジオ・ロモに代わってロースターに登録され、メジャー初昇格した。同日のロサンゼルス・ドジャース戦でメジャーデビューを果たした。メジャー1年目はセットアッパーとして61試合に登板し、4勝2敗、防御率2.13の好成績を残した。
2019年2月1日にDFAとなり、8日にマイナー契約でAAA級サクラメントへ配属された。

### ブルージェイズ時代
2019年4月2日にケビン・ピラーとのトレードで、アレン・ハンソン、フアン・デポーラと共にトロント・ブルージェイズへ移籍した。移籍後は傘下のAAA級バッファロー・バイソンズでプレーし、5月3日にメジャー契約を結んでアクティブ・ロースター入りした。オフの12月2日にノンテンダーFAとなった。

### レンジャーズ傘下時代
2020年1月30日にレンジャーズとマイナー契約を結び、スプリングトレーニングに招待選手として参加することになった。この年はCOVID-19の影響でマイナーリーグの試合が開催されず、メジャーにも昇格しなかったため、公式戦の登板は無かった。オフの11月2日にFAとなった。

### ツインズ時代
2020年12月にミネソタ・ツインズとマイナー契約を結んだ。
2021年5月8日にメジャー契約を結んでアクティブ・ロースター入りした。5月18日にDFAとなり、20日にマイナー契約で傘下のAAA級セントポール・セインツへ配属された。7月1日に再びメジャー契約を結んでアクティブ・ロースター入りした。9月5日に再びDFAとなり、翌6日にマイナー契約でAAA級セントポールへ配属された。10月4日にFAとなった。

### タイガース時代
2022年4月9日にデトロイト・タイガースとマイナー契約を結んだ。7月30日にメジャー契約を結んでアクティブ・ロースター入りした。8月5日にDFAとなり、同月7日にリリースされた。

### レッズ時代
2022年8月14日にシンシナティ・レッズとマイナー契約を結び、傘下AAA級のルイビル・バッツに配属された。同月30日にアクティブ・ロースター入りした。このシーズンはレッズで15試合に登板し、2勝2敗で防御率4.08という成績であった。オフの11月15日にDFAとなり、同月18日にノンテンダーFAとなった。
2023年1月23日にレッズとマイナー契約を結び直した。3月27日に開幕ロースターに選出された。オフの11月17日にノンテンダーFAとなった。

### ナショナルズ時代
2024年2月21日にワシントン・ナショナルズとマイナー契約を結んだ。3月26日にナショナルズの開幕ロースターに選出された。

## 詳細情報

### 年度別投手成績
| 年 度    | 球 団    | 登 板 | 先 発 | 完 投 | 完 封 | 無 四 球 | 勝 利 | 敗 戦 | セ 丨 ブ | ホ 丨 ル ド | 勝 率 | 打 者 | 投 球 回 | 被 安 打 | 被 本 塁 打 | 与 四 球 | 敬 遠 | 与 死 球 | 奪 三 振 | 暴 投 | ボ 丨 ク | 失 点 | 自 責 点 | 防 御 率 | W H I P |
| -------- | -------- | ----- | ----- | ----- | ----- | -------- | ----- | ----- | -------- | ----------- | ----- | ----- | -------- | -------- | ----------- | -------- | ----- | -------- | -------- | ----- | -------- | ----- | -------- | -------- | ------- |
| 2016     | SF       | 61    | 0     | 0     | 0     | 0        | 4     | 2     | 1        | 14          | .667  | 214   | 55.0     | 44       | 3           | 9        | 0     | 0        | 50       | 1     | 0        | 13    | 13       | 2.13     | 0.96    |
| 2017     | SF       | 41    | 0     | 0     | 0     | 0        | 4     | 1     | 4        | 5           | .800  | 168   | 37.1     | 45       | 5           | 14       | 2     | 2        | 35       | 5     | 0        | 21    | 21       | 5.06     | 1.58    |
| 2018     | SF       | 7     | 0     | 0     | 0     | 0        | 1     | 0     | 0        | 0           | 1.000 | 66    | 13.1     | 16       | 2           | 8        | 0     | 1        | 12       | 1     | 0        | 13    | 11       | 7.43     | 1.80    |
| 2019     | TOR      | 58    | 4     | 0     | 0     | 0        | 1     | 2     | 5        | 8           | .333  | 285   | 60.2     | 61       | 8           | 40       | 3     | 3        | 67       | 7     | 0        | 36    | 33       | 4.90     | 1.66    |
| 2021     | MIN      | 9     | 0     | 0     | 0     | 0        | 0     | 0     | 0        | 0           | ----  | 67    | 15.0     | 16       | 2           | 8        | 0     | 0        | 14       | 1     | 0        | 7     | 7        | 4.20     | 1.60    |
| 2022     | DET      | 2     | 0     | 0     | 0     | 0        | 0     | 1     | 0        | 0           | .000  | 13    | 2.0      | 4        | 1           | 1        | 0     | 1        | 2        | 1     | 0        | 5     | 1        | 4.50     | 2.50    |
| 2022     | CIN      | 15    | 0     | 0     | 0     | 0        | 2     | 2     | 0        | 3           | .500  | 79    | 17.2     | 19       | 2           | 7        | 0     | 1        | 15       | 0     | 0        | 8     | 8        | 4.08     | 1.47    |
| '22計    | CIN      | 17    | 0     | 0     | 0     | 0        | 2     | 3     | 0        | 3           | .400  | 92    | 19.2     | 23       | 3           | 8        | 0     | 2        | 17       | 1     | 0        | 13    | 9        | 4.12     | 1.58    |
| 2023     | CIN      | 54    | 3     | 0     | 0     | 0        | 4     | 6     | 2        | 3           | .400  | 240   | 55.0     | 50       | 6           | 26       | 0     | 3        | 45       | 5     | 0        | 24    | 22       | 3.60     | 1.38    |
| 2024     | WSH      | 75    | 0     | 0     | 0     | 0        | 7     | 4     | 1        | 17          | .636  | 365   | 90.0     | 82       | 7           | 24       | 0     | 1        | 76       | 6     | 0        | 31    | 26       | 2.60     | 1.18    |
| MLB：8年 | MLB：8年 | 322   | 7     | 0     | 0     | 0        | 23    | 18    | 13       | 50          | .561  | 1497  | 346.0    | 337      | 36          | 137      | 5     | 12       | 316      | 27    | 0        | 158   | 142      | 3.69     | 1.37    |

- 2024年度シーズン終了時

### 年度別守備成績
| 年 度 | 球 団 | 投手（P） | 投手（P） | 投手（P） | 投手（P） | 投手（P） | 投手（P） |
| 年 度 | 球 団 | 試 合     | 刺 殺     | 補 殺     | 失 策     | 併 殺     | 守 備 率  |
| ----- | ----- | --------- | --------- | --------- | --------- | --------- | --------- |
| 2016  | SF    | 61        | 3         | 9         | 0         | 1         | 1.000     |
| 2017  | SF    | 41        | 2         | 3         | 0         | 0         | 1.000     |
| 2018  | SF    | 7         | 1         | 1         | 0         | 0         | 1.000     |
| 2019  | TOR   | 58        | 3         | 12        | 2         | 0         | .882      |
| 2021  | MIN   | 9         | 1         | 1         | 0         | 0         | .1.000    |
| 2022  | DET   | 2         | 0         | 0         | 1         | 0         | .000      |
| 2022  | CIN   | 15        | 2         | 2         | 0         | 1         | 1.000     |
| '22計 | CIN   | 17        | 2         | 2         | 1         | 1         | .800      |
| 2023  | CIN   | 54        | 1         | 5         | 0         | 0         | 1.000     |
| 2024  | WSH   | 75        | 4         | 6         | 0         | 2         | 1.000     |
| MLB   | MLB   | 322       | 17        | 39        | 3         | 4         | .949      |

- 2024年度シーズン終了時

### 背番号
- 64（2016年 - 2019年）
- 54（2021年）
- 48（2022年 - 同年途中）
- 58（2022年途中 - 同年終了、2024年 - ）
- 47（2023年）